# 奴隷制度廃止運動

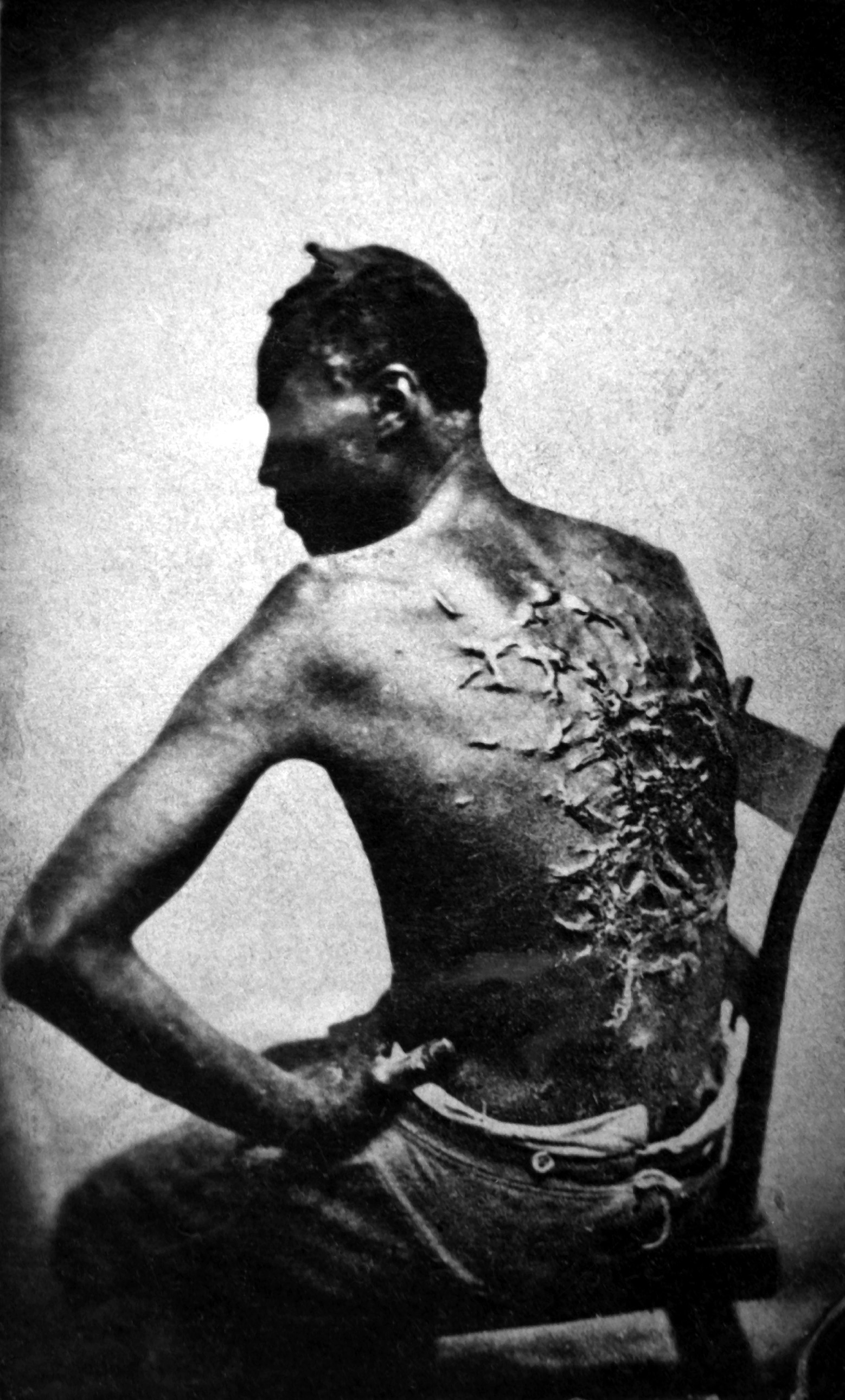
アメリカ連合国のバトンルージュで撮影された黒人奴隷の写真（1863年）

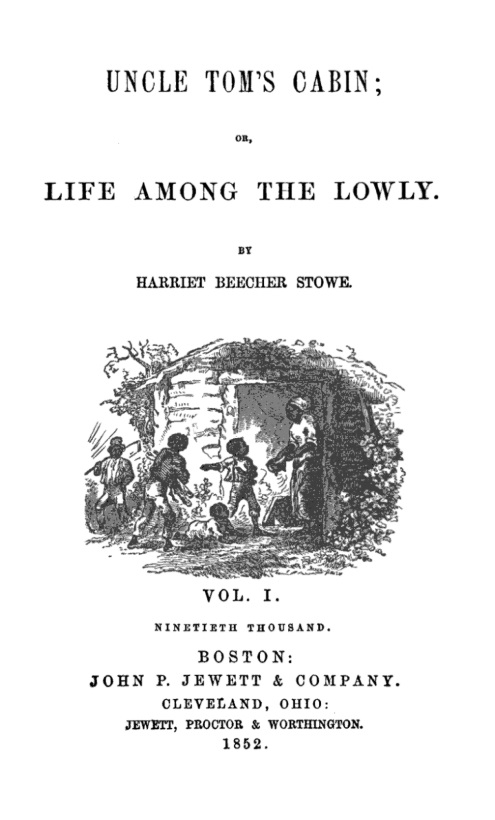
First edition アンクル・トムの小屋の初版、1852年、アメリカ合衆国。アメリカ人のハリエット・ビーチャー・ストウにより、大西洋の両側で同時に出版された。ジェイムズ・シャーマン牧師の紹介もあり、この小説は大衆の心を捉えて、アメリカの奴隷制度廃止運動に対する民衆の支持において転換点となった。

奴隷制度廃止運動（どれいせいどはいしうんどう、英:abolitionism）は、奴隷制度と世界的な奴隷貿易を終わらせようとする政治活動である。ヨーロッパの啓蒙時代に始まり、19世紀のヨーロッパとアメリカ合衆国で大きな世論となり、最終的にその目的の幾つかは達成できた。ただし、今日でも子供や大人の奴隷および強制労働は広がり続けている。なお、英語では上記のようにAbolitionismという一つの単語だけで奴隷制度を対象とした廃止運動を表す習慣となっているので、注意を要する。また、Abolitionismは一般的には廃止論あるいは廃止主義と日本語訳されるが、本稿では理論的なことに加えて奴隷制度の廃止に至る活動を取り上げたので廃止運動とした。

## イギリスおよびイギリス帝国

### イギリスの奴隷
イギリスにおける強制的な隷属の最後の形態（農奴制）は17世紀の初めに消滅した。しかし18世紀までに、ロンドンやエディンバラに黒人奴隷が個人の従僕として連れて来られ始めた。この黒人奴隷は売買されたのではなく、その法的な位置付けは1772年まで不明確であった。この年、ジェームズ・サマーセットという逃亡奴隷の判例が法的な決定を下した。所有者のチャールズ・スチュアートはサマーセットの拉致を試み、ジャマイカの砂糖プランテーションで働かせるために送ろうとした。サマーセットはロンドンにいる間に洗礼を受け、洗礼親がヘイビアス・コーパス（人身保護令状）を発行した。高等裁判所主席判事のマンスフィールド卿は、イギリスに奴隷に関する法律が無かったので、イギリスの慣習法に基づいて拉致が合法か非合法かを判断しなければならなかった。1772年6月22日の判決では、「この判決から生じるかもしれない不便さはどうあれ、私はイギリスの法に照らしてこの事件は許可も容認も言うことは出来ない。よってこの黒人は放免されなければならない」と宣告した。かくして奴隷という身分はイギリスの法では存在しないことが宣言された。この判決で1万人から1万4千人と言われたイギリスの奴隷を解放し、他の法制（例えばアメリカの植民地）で契約された奴隷はイギリスでは強制されないということになった。この事件は黒人奴隷貿易の残酷さを世の中に訴える事件となった。さらに1781年に起こったゾング号事件も奴隷防止運動に大きな影響を与えた。この事件は裁判で航海によって疲弊した奴隷を海に捨てることは保険金の対象になるか、という論点で争われた。初審は保険会社が負け、再審では保険会社の逆転勝ちとなった。最終審でマンスフィールド卿は奴隷は家畜(その時代は家畜の馬を海に投棄することがあった)と同様の所有物であり、保険会社は補償金を支払う義務があるという判決を下した。この事件は1780年代後半に奴隷廃止運動を活発化させる役割を担った。
スコットランドにいたジョセフ・ナイトという黒人奴隷は、サマーセット事件の判決を読んだ後で、主人のジョン・ウェダーバーンの下を離れた。1776年にウェダーバーンにもサマーセット事件と同じようなことが起こり、同じ結果になった。財産としての奴隷はスコットランドの法の下では存在しなくなった（それにもかかわらず、スコットランドで生まれた奴隷が1799年まで存在した。この時、以前奴隷の状態に保たれていた石炭鉱夫が解放された）。

### 最初の段階
イギリスで奴隷が消滅したにもかかわらず、イギリス帝国領であるアメリカや西インド諸島の植民地では奴隷が生活の一部だった。
1783年（アメリカ独立戦争の終結の年）までに、イギリスの大衆の間では反奴隷制度運動が始まりだした。この年イギリスで最初の奴隷制度廃止運動の組織がクエーカー教徒の集団によって創設された。クエーカー教徒は多くのやり方で運動を先導し、この運動が続いている間は影響力を保ち続けた。1783年6月17日、セシル・レイ卿（レットフォード選出の国会議員）がクエーカー教徒の請願を取り上げ、この問題を正式に政府に持ち上げた。1783年にはまた、ビールビー・ポーテウス主教が英国国教会に対し奴隷貿易に関わることをやめること、またアフリカ系カリブ人奴隷に注目するような実行可能な政策を作り、奴隷の待遇を改善するよう訴えた。
黒人は奴隷制度廃止運動で重要な役割を演じた。イギリスでは、その自叙伝が生きている間に9版を重ねたオローダー・エキアーノが黒人貿易に反対する疲れを知らぬ運動を続けた。

### 運動の成長
1787年、クエーカー9名と国教会福音派3名がロンドンで奴隷貿易廃止促進協会を設立し奴隷貿易廃止運動を全国的に展開し始めた。イギリス商人による奴隷密売である大西洋奴隷貿易に言及した。イギリス商人はブリストルやリヴァプールなどの港からイギリス製品を積み込み、アフリカの族長階層で奴隷制度と結びついている西アフリカで製品を売るか奴隷と交換し、奴隷を連れてイギリスの植民地や他のカリブ海諸国あるいはアメリカ合衆国に船で運び、そこで農園主に奴隷を売るかラム酒や砂糖と交換し、それをイギリスの港に持ち帰った。これら商人が一回の周航中に3箇所で取引をするので三角貿易と呼ばれた。18世紀遅くには、奴隷貿易の非人道性に対する政治的な影響力が強くなっていった。多くの人々が、ある者はアフリカ人、ある者はヨーロッパ人となった子孫が奴隷制度廃止運動に影響を与えた。イギリスでよく知られた奴隷制度廃止論者は、自分自身が直に貿易の残酷さを見てきたジェイムズ・ラムゼー、グランビル・シャープ、トマス・クラークソンや福音主義改革者のクラファム派の他のメンバー達、また奴隷貿易の廃止のための委員会の大半を占めたクエーカー教徒だった。非国教徒としてクエーカー教徒は18世紀遅くや19世紀初期にイギリスの議会に入れなかったので、福音主義者のウィリアム・ウィルバーフォースがイギリス議会を説得して運動の指導者になった。クラークソンは集団の最も顕著な研究者となり、ブリストル、リヴァプールおよびロンドンなどの港で船員や元奴隷に直に面接して証言を得て、奴隷貿易に関する大量の情報を集めた。
クラークソンの努力が功を奏して、奴隷制度廃止運動の地域の輪が全国に広がった。大衆討議の場を持ったりパンフレットや請願書を発行して運動を続けた。クラークソンや奴隷貿易の廃止のための委員会が販売促進した初期の出版物は、解放奴隷オローダー・エキアーノの自叙伝だった。この運動には解放奴隷やキリスト教宗派であるエマヌエル・スヴェーデンボリの流れを汲む新エルサレム教会、クエーカー、バプテスト、メソジストなどから支援があり、イングランド中部と北部の都市の新しい工場労働者からの支持もあった。以前は政治的に力の無かった女性や子供達も運動に関わっていった。ただし、女性の場合は集会も別のものになり、また男性で占められているイギリス議会に出る資格も無かった。
奴隷制度廃止運動の際立った計画は、西アフリカに「自由の町」を作るために土地の買収交渉を族長達と行うことだった。これはイギリス帝国やアメリカ合衆国の元奴隷を西アフリカに戻して定着させる意図があった。この私的な交渉の結果、シエラレオネの一部が1807年から1808年のイギリス議会で成立した法律で保護されることになり、その後も地域の族長達に奴隷貿易をやめさせることに合意させる交渉が続き、イギリスの西アフリカで影響力が拡大していった。この合意事項の中には、商人が奴隷を運ばないことを確実にするため、イギリス海軍の艦船が族長たちの船を止める権利があることも含まれていた。
1796年、ジョン・ガブリエル・ステッドマンは、内陸に住むマルーン（逃亡奴隷）を抑えるためにスリナムに派遣された軍隊に5年間従軍した記録を出版した。この本は奴隷の待遇を批判しており、逃亡奴隷に対して課される残酷な処遇をウィリアム・ブレイクやフランチェスコ・バルトロッチに書かせた多くの挿画を収めていた。この本は奴隷制度廃止運動に関わる書籍の中でも重要なものとなった。

### 1807年の奴隷貿易法
1807年3月25日、イギリス議会で奴隷貿易法（en:Slave Trade Act 1807）が成立し、イギリス帝国全体での奴隷貿易を違法と定めた。イギリス船で奴隷が見つかった場合の科料は1人あたり100ポンドとされた。
この法の成立によって奴隷制度廃止運動にさらに力が備えられることになった。しかし、この時期はナポレオン戦争が激しくなる時と時期を同じくしていた。ナポレオンは、フランス革命の時に廃止されていた奴隷を復活させる後ろ向きの決断をくだし、フランス領のカリブ海諸島に黒人を奴隷にする軍隊を派遣したとき、イギリス帝国はその奴隷貿易を禁じる法によって高い道徳的立場に立つことになり、戦争のあらゆる時と場所において重要な観点となった。
この法律の意図はイギリス帝国の中で奴隷貿易を完全に違法とすることであった。しかし、その一方で、罰則が緩かった為に奴隷貿易はひき続き行なわれ、イギリス海軍に捕まりそうになった船長は科料を減らすために奴隷を海に突き落とすこともしばしば行われた。また、南アフリカの英領ケープ植民地では、1809年にホッテントット条例（英: The vagrancy and pass laws of 1809）を施行し、イギリス帝国も二枚舌の政治を行なっていた。

### 1833年の奴隷制度廃止法
1807年の法律成立後、奴隷はイギリス本国の中で表立って売買されなかったものの、依然として売買・所有されていた。1820年代、奴隷制度廃止運動が再び活発になり、この時は奴隷制度そのものに対して反対する運動であった。1823年には反奴隷制度協会が作られた。運動参加者の多くは以前の奴隷貿易に反対する運動に参加した者であった。
1824年、イギリスはen:Slave Trade Act 1824によって罰則を強化し、1807年の法律を実効性のあるものにしようとした。
1827年、イギリスは奴隷貿易に関わった者は海賊行為と見なし、死刑に値すると宣言した。1828年にホッテントット条例も廃止された。
1833年8月23日、奴隷制度廃止法（en:Slavery Abolition Act 1833）が成立し、イギリスの植民地における奴隷制度を違法とした。1834年8月1日、イギリス帝国内の全ての奴隷は解放されたが、年季奉公制度で元の主人に仕える者は残った。この年季奉公も1838年には廃止された。カリブ海のプランテーション所有者には補償のために2千万ドルが支払われた。この財源としてロスチャイルドは1500万ポンドの金塊を供出していたが、それまでロスチャイルド自身も奴隷制に関わっていた。

### 法成立後の運動
1839年からイギリスと海外反奴隷制度協会は他の国でも奴隷制度を違法とするよう働きかけ、奴隷貿易業者を海賊と宣言し罰することで奴隷貿易を抑え込むよう政府に圧力を掛けた。この組織は今日でも反奴隷制度インタナショナルとして継続している。

## フランス
他の「新世界」植民地では、大西洋貿易によってフランス植民地のサトウキビ・プランテーションに労働力を供給していた。フランス領西インド諸島には、現在の呼び方で、アンギラ（短期間）、アンティグア・バーブーダ（短期間）、ドミニカ国、ドミニカ共和国、グレナダ、ハイチ、モントセラト（短期間）、セントルシア、セントビンセント・グレナディーン、シント・ユースタティウス島（短期間）、セントクリストファー・ネイビス（ネイビス島を除く）、トリニダード・トバゴ（トバゴ島のみ）、セント・クロイ島（短期間）、および現在のフランス海外県であるマルティニークとグアドループ（サン・マルタン島の北半分とサン・バルテルミー島を含む）が含まれていた。
奴隷貿易はルイ14世の黒人法 （フランス語: Code Noir）によって規制されていた。奴隷制度は1791年のトゥーサン・ルーヴェルチュールによるサン＝ドマングでのハイチ革命後に初めて廃止された。反乱軍は奴隷制度の廃止を要求し、1794年2月4日にジャコバン派の率いるフランス第一共和政 (1792 - 1804) はプリュヴィオーズ16日法を可決して奴隷制度の廃止を決議した。アンリ・グレゴワールと、ジャック・ピエール・ブリッソーが指導する「黒人の友の会」(Societe des Amis des Noirs) が奴隷制度廃止運動の一部を担い、フランス本土における反奴隷制度感情を作り上げる重要な基盤を築いた。法律の第一条はフランス植民地における「奴隷制度は廃止する」としていたが、第二条は奴隷の対価に応じて「奴隷所有者は補償される」とされていた。
しかし、ナポレオンは第一執政となった後に奴隷制度を復活させ、これを強いるために軍政府長官と軍隊を派遣した。1802年5月10日、グアドループでデルグレ大佐がナポレオンの代理人リシェパンス将軍に対して反乱を起こした。この反乱は鎮圧され、奴隷制度が再構築された。この事件に関する情報がハイチに伝わり、ジャン＝ジャック・デサリーヌらに1804年のハイチ独立につながる反乱を起こさせた（ハイチ革命）。1848年4月27日、第二共和政 (1848 - 1852) の下で、ヴィクトル・シュルシェールの緊急命令により、再び奴隷制度は廃止された。国はコロン（白人植民者、クレオール言語のベケ）から奴隷を買い上げ、解放した。
しかし、ほぼ同じ頃に、フランスはアルジェリアを皮切りにアフリカの植民地化を始め、奴隷に等しい労働条件で鉱山、樹木の伐採およびゴムのプランテーションに人を送り込んだ。
植民地政策の評価に関する議論が今日でも続いている。2001年5月10日、クリスチャーヌ・トービラの法では、奴隷制度と大西洋奴隷貿易を人道に対する罪だと公式に認めた。5月10日は幾つかの候補の中から奴隷制度の犯罪を認める日に選ばれた。反植民地主義活動家は、アフリカ解放の日（5月25日）も共和国に認められるよう要求している。この法によって奴隷制度の犯罪は認められたが、4年後の2005年2月23日、保守系の国民運動連合 (UMP) による「フランス人引揚者に対する国民の感謝及び国民の負担に関する2005年2月23日の法律第2005-158号」の成立が、フランス国内でも海外でも大衆の騒乱と歴史修正主義に対する非難を呼んだ。アルジェリアの大統領アブデルアジズ・ブーテフリカは、この法の故に計画されていたフランスとの「友好条約」への署名を拒んだ。有名なマルティニークの作家でネグリチュード (Negritude) 運動の指導者のエメ・セゼールは、UMP指導者のニコラ・サルコジとの会談を拒否し、サルコジのマルティニーク訪問をキャンセルさせた。議論を呼んだ「学校のカリキュラムは、特に海外、特に北アフリカにおけるフランスの存在のポジティブな役割を特に認識しており、これらの領土出身のフランス軍兵士の歴史と犠牲に、彼らが権利を持つ著名な場所を与える。」という条項は首相令第2006-160号により、2006年2月15日に撤廃された。

## ワラキアとモルダヴィア
ワラキアとモルダヴィア公国（ルーマニアの地方）において、18世紀中ごろに農奴が解放された（ワラキアは1746年、モルダヴィアは1749年）が、ロマ（しばしばジプシーと呼ばれる）の奴隷化は19世紀の初めまで合法であった。奴隷制度廃止運動は急進的なヨーロッパ寄りで反オスマン帝国の運動と連動し、2つの公国の中で力を得ていった。1843年から1855年にかけて、25万人のロマ奴隷が解放され、その多くはルーマニアを離れて西ヨーロッパや北アメリカに移住した。

## アメリカ合衆国

### 段階的廃止
「非合法に拘束された自由黒人の救済のための協会」が1775年4月14日にフィラデルフィアで結成されたのが、アメリカで初めての奴隷制度廃止運動団体である。主に奴隷制度に強い宗教的反感を抱いていたクエーカー教徒によって作られた。この協会はアメリカ独立戦争の間にイギリスがフィラデルフィアを占領していた時は活動をやめていた。1784年、ベンジャミン・フランクリンを初代会長に再結成された。ベンジャミン・ラッシュがもう一人の指導者であり、多くのクエーカー教徒もいた。ジョン・ウールマンは1756年にその事業の大半を放り出して、クエーカー教徒と共に奴隷制度に反対する運動に身を捧げた。奴隷の解放と奴隷制度の廃止を主張する論文で、アメリカ合衆国では最初のものはトマス・ペインによって書かれた。「アメリカにおけるアフリカ人奴隷」と題されたこの論文は、1775年3月8日の「ペンシルベニア・ジャーナル&ウィークリー・アドバイザーに対する追記」、より馴染みのある名前では「ペンシルベニア・マガジン」あるいは「アメリカン・ミュージアム」に掲載された。

### 北部諸州
奴隷制度廃止運動はどの州でも奴隷制度を廃止する方向に進行して行った。1804年までに北部の全州は奴隷制度を廃止した。ただし、奴隷の解放については段階的であり、1860年の国勢調査でも「永久奉公」の者が少なからず残っていった。この改革を主唱する主要な組織はキリスト友会（クエーカー）、ペンシルベニア反奴隷制協会およびニューヨーク奴隷解放協会であった。ニューヨーク奴隷解放協会は、権勢ある連邦党政治家ジョン・ジェイとアレクサンダー・ハミルトンおよび民主共和党のアーロン・バーが指導していた。ニューヨーク奴隷解放協会の相当な努力により、ニューヨーク州は1799年に奴隷制度を（段階的に）廃止した。奴隷の数に関しては1863年以前のアメリカの歴史で最大の解放となった。1804年のニュージャージー州における奴隷制度廃止が北部では最後のものになった（これも段階的ではあった）。しかし、1787年の憲法制定会議において、連邦政府が国際的な奴隷貿易を1808年に廃止することを容認する合意が形成されていたが、この頃でも奴隷貿易は続いていた。この時、1798年までに、ジョージア州を除く全ての州が個別に奴隷貿易を廃止するか制限する法律を成立させていた。
1830年代の初め頃、アメリカ合衆国郵政長官が奴隷制度廃止運動のパンフレットを南部の州に届けさせることを拒否した。北部の教師達は奴隷制度廃止運動のかすかな兆候も南部からは排除されるのではないかと疑い、奴隷制度廃止運動に関わる文学も禁じられたと思った。南部の者達は奴隷制度廃止論者だということを共和党が否定したことをはねつけ、1859年のジョン・ブラウンによる奴隷蜂起の試みを証拠として、北部の多重の陰謀が血なまぐさい奴隷の反乱を起こそうとしていると指摘した。奴隷制度廃止論者の中には奴隷の反抗を要求した者もいたが、ブラウンのような陰謀が露見したという証拠はなかった。北部でも脅威を感じ、エリック・フォーナーは、「北部の者は良き社会の対極にあるものとして、またその基本的な価値観や利益に対する脅威として奴隷制度を見るようになった」と結論付けた。しかし、多くの保守的な北部人は、突然巨大な数の自由労働者が仕事待ちの人の中に入ってきて、しかも彼らは報酬などなくて働いて来ており、喜んで労賃相場を下げると見られていることに不安を感じていた。

### 植民地化とリベリアの創設
19世紀の前半、様々な組織が作られて、黒人をアメリカ合衆国からもっと自由を享受できる場所に移住させることを主唱した。植民地化を推す者がおれば、移民を唱える者もいた。1820年代から1830年代にかけて、アメリカ植民地協会 (A.C.S.)が、アメリカの黒人をアフリカに戻すことで、奴隷制度を廃止する提案の主要な推進者であった。この協会は、このやり方が解放のために好ましいと見ていたヘンリー・クレイやジェームズ・モンローのような著名な指導者を含み、国中の白人から広い支持を得た。しかし、アフリカ系アメリカ人の中に多くの反対者がおり、植民地化はアメリカにおける困難な問題に対して実行可能とも容認できる解決法とも見ていなかった。この計画に対する顕著な反対者はボルティモアの富裕な自由黒人ジェイムズ・フォーテンであった。
西アフリカの海岸で小さな集落を作る幾つかの試みのあとで、A.C.S.は1821年から1822年にリベリアの植民地を作った。それから40年間にわたって、多くの元奴隷と自由黒人がそこに移住することを支援した。不十分な衛生状態や免疫の欠如などから、疫病が頻発し、移民の多くは直ぐに死んでしまったが、生き残った者は1847年にリベリアの独立を宣言した。しかし、植民地化支援は奴隷制度廃止論者の動きによって、1840年代から1850年代にかけて減衰していった。アメリカ系リベリア人は1980年のクーデターの勃発までリベリアを支配し続けた。

### ガリソンと即時の解放
1830年代に急激な変化が起こった。ウィリアム・ロイド・ガリソンが「即時の解放、段階的成就」を要求した。すなわち、ガリソンは奴隷所有者が即時に悔悟し解放の仕組みを始めることを要求した。1840年以後、「奴隷制廃止論」はガリソンのような立場をとるようになった。これは自由黒人を含むおよそ3千人の人々に導かれたイデオロギー運動であった。奴隷制度廃止運動はクエーカーを含み強い宗教的な基盤があり、1830年代に北部のチャールズ・フィニーによって指導された「第二次大覚醒」の信仰復興論者の情熱で改心した人々がいた。奴隷制度廃止という信条は自由メソジスト教会のような小さな宗派との関係を絶つことに貢献した。
福音主義者の奴隷制度廃止論者は幾つかの大学を創設した、最も顕著なものはメイン州のベイツ・カレッジとオハイオ州のオベリン大学である。著名な大学であるハーバード大学、イェール大学およびプリンストン大学は一般に奴隷制度廃止に反対していた。しかしその運動はイェール大学のノア・ポーター学長やハーバードのトマス・ヒル学長のような著名な人物を惹き付けた。
北部で奴隷制度に反対する者は禁酒運動、公的学校、監獄や福祉施設の建設など他の近代化改革運動も支持した。彼らは女性の行動主義の役割については意見が分かれた。
ローマ・カトリック教会のアイルランドでの指導者ダニエル・オコーネルはイギリス帝国とアメリカにおける奴隷制度廃止を支持した。オコーネルはカトリックの解放（イギリスやアイルランドにおけるローマ・カトリック教徒で市民と政治の障害の除去）を確保する時に指導的な役割を演じ、ガリソンのモデルの一人となった。ガリソンはアメリカの奴隷制度廃止運動にオコーネルを引き込み、オコーネルと黒人運動家のチャールズ・レノックス・レモンドおよび禁酒運動の牧師セオボルド・メイヒューが、アメリカのアイルランド人に廃止運動を支持するよう訴える6万人の署名を集めて請願書を作った。
それにもかかわらず、オコーネルが創ったアメリカの撤廃協会は奴隷制度賛成の立場を採った。これには幾つかの理由が示唆されてきた。如何なる場合も黒人と仕事を争ってきたアイルランド人はアイルランド人と黒人の自由のために使われる議論が同じであることを嫌った。アイルランド人は「彼らの」自由を守るアメリカ合衆国憲法に忠実であり、奴隷制度廃止論者の基本的に憲法を超越した立場を嫌った。またアイルランド人は奴隷制度廃止論をプロテスタントと認識していた。これに加えて、奴隷所有者はアメリカ国外の白人民族であるアイルランドの自由を躊躇することなく声に出して支持していた。
急進的なアイルランドの民族主義者は、アイルランドに対するイギリスの支配に対して暴力的な転覆を目論むことにオコーネルが拒否を示したことで、オコーネルと義絶しており、奴隷制度についても多様な見解を持っていた。1853年から1875年までアメリカで過ごしたジョン・ミッチェルは奴隷制度の情熱的な宣伝者であった。彼の3人の息子はアメリカ連合国（南軍）で従軍した。一方で、彼の以前の親しい仲間トマス・フランシス・ミーガーは南北戦争で北軍の准将として仕えた。
アメリカのカトリック教会はメリーランド州に本部があり、黒人の精神的平等さに対して確たる立場を採ったことや、ローマ教皇グレゴリウス16世の奴隷制度を非難する1839年の大勅書があったにもかかわらず、公的な会話でなければ、奴隷所有者の利益を支持し続けた。ニューヨークの司教はオコーネルの請願を偽造と言って非難し、本物であるならば、不当な外国の干渉であるとした。チャールストンの司教はカトリックの伝統が奴隷貿易に反対する一方で、奴隷制度に反対するなにごともしなかったと宣言した。南北戦争の前は、アメリカのどの主教も奴隷制度廃止運動を支持しなかった。戦争が遂行されている間でさえも、奴隷所有者と自由に会話していた。ある歴史家は、典礼主義者教会が罪を犯した人よりも異端者から自分達を隔てていたとしている。またエピスコパル派やルーテル派の中にも同様に奴隷制度を容認する者があったとしている。実際にエピスコパル派の主教は南軍の将軍であった。
オコーネルの失敗後、アメリカの撤廃教会は潰れた。しかしガリソンの考えを信奉する人々は、ローマ・カトリックに対するアメリカのプロテスタントの「苦い敵意」にもほとんど屈服することがなかった。奴隷制度反対論者の中には党派の崩壊の中で「ノー・ナッシングズ」(en:Know Nothings) 運動に投じる者もいた。しかし、エドムンド・ウィンシーはそれを「キノコの成長」と冷やかし、現実の問題から逃避するものとした。マサチューセッツ州のノー・ナッシング議会がガリソンを称えたが、ガリソンは自由の崇拝に対する基本的な権利を侵害する者として彼らに異を唱え続けた。
しかし、福音派のプロテスタントであるガリソンやジョン・ブラウンはアメリカ独立宣言を聖書と同じくらい重要なものと見ていた。1854年にガリソンは次のように記した。
私は、アメリカ独立宣言の中で、自明の真実の一つとして書かれている「あらゆる人は平等に生まれている。人は造り主によってある不可分の権利を授かっている。それらは命であり、自由であり幸福の追求である」ということを信じる。この故に私は奴隷制度廃止論者である。この故に私はあらゆる形の抑圧、その中でも取り分け人を物に変えてしまうことを、義憤と嫌悪で見ざるを得ない。この感覚を大事にしないことは原則的に臆病であろう。私に奴隷制度について耳を閉ざせと言う者は、私が防衛のために口を開くのでなければ、私の信条に対し嘘をつき、私の人間性を貶め、私の心を汚すことを求めるものである。私は嘘つきでも、臆病者でも、さらに偽善者でもない。いかなる党派にも合わせないし、いかなる派閥も満足させない。いかなる憎悪や危機からも逃げないし、いかなる利益も貯めない。いかなる制度も守る必要はないし、いかなる目的も促進はしない。ある者が他の者を奴隷にする権利があると私を説得してみるがいい。私は独立宣言をもはや読まなくなるだろう。自由はあらゆる人の持って生まれた権利ではないと私を説得してみるがいい。顔色や地域がどうあれ、私はそう言う人に燃え尽くす火を与えることだろう。私は自由と奴隷制度を同時に信奉する術を知らない。

### アメリカ合衆国の奴隷制度廃止の動き
歴史家のジェイムズ・M・マクファーソンは、その著書「平等への戦い」の中で、奴隷制度廃止運動家を「南北戦争の前に、即時の、無条件に、そしてアメリカ合衆国全国の奴隷制度廃止を訴えた者」と定義している。
奴隷制度に反対した幾つかのグループ（「非合法に拘束された自由黒人の救済のための協会」など）があったが、合衆国の設立時点で奴隷制度を完全に禁じた州はほとんど無かった。憲法は奴隷制度を調整する条項があったが、どれも奴隷制度という言葉を使っていなかった。
アメリカの奴隷制度廃止運動はかなり早く始まり、アメリカ合衆国が国家として成立以前のことであった。著名なボストン市民でセイラム魔女裁判の判事の一人でもあったサミュエル・シューワルは、植民地の年季奉公に対抗するものとして完全な奴隷制度が広がることに抗議して、1700年に「ジョセフの売却」を書いた。これは後の合衆国となる地域で最も初期に記録された反奴隷制度論文の印刷物である。
奴隷制度廃止運動家には、運動が分散した1830年代や1840年代にアメリカ反奴隷制度協会やその付属団体に加わった者達がいた。分散した奴隷制度廃止運動には次のような団体があった。自由党、アメリカおよび海外反奴隷制度協会、アメリカン・ミッショナリー協会および教会反奴隷制度協会である。マクファーソンは南北戦争の前の運動家を3つの型に分けた。
急進派の即時廃止論から保守派の慎重な反奴隷制度論までのイデオロギー的な多様性において、どこで「奴隷制度廃止」（無条件の解放を要求し、大抵は市民の解放奴隷に対する平等を予測する）が終わり、どこで「反奴隷制度｣あるいは「自由な土壌」（奴隷の束縛をのみ願い、平等の問題には二面的である）が始まるかを区別するのは難しい。ニューイングランドでは特に、多くの自由土地党員が心では奴隷制度廃止運動家である。大西洋岸中部の州や古北西部ではさらに、政治的な奴隷制度廃止運動家は広いが浅い自由土地の流れの中に運動家としての自己認識を潜ませてしまう傾向にある。
メリーランドから北の諸州では、1781年から1804年までに奴隷制度を段階的に廃止し始めた。ロードアイランド州は1774年に（バージニア州も独立戦争前にその試みを行ったが、イギリスの枢密院がその法律を否認した）、他の州は1786年までに、ジョージアだけは1798年にというふうに、全ての州が奴隷貿易を廃止するか厳しく制限していた。北部諸州の解放法は、法が成立する前に生まれた奴隷はある年齢に達した時点で解放されるとしたので、いつまでも奴隷でいる者が残っていた。ニュージャージー州では、かなりの数の「永久年季奉公」が1860年の国勢調査に記録された。奴隷制度を完全に廃止した最初の州は1780年のペンシルベニア州であった。
しかし、南部では奴隷制度がそのまま残り、北部の強い反奴隷制度の立場が高まるに連れて、地域の慣習や社会信条により奴隷制度の執拗な守りに入っていった。反奴隷制度感情は1830年以前に北部の多くの人々に存在し、1840年以後に奴隷制度廃止運動をうるさく求める人に加わっていった。北部の大多数は奴隷制度廃止運動家の極端な立場は拒絶した。たとえばエイブラハム・リンカーンである。実際にリンカーンやスティーブン・ダグラス（1860年の大統領選挙で民主党北部の候補者）、ジョン・C・フレモント（1856年の大統領選挙で共和党の候補者）およびユリシーズ・グラントは、道徳的な呵責もなく、南部の奴隷所有者の娘と結婚した。
奴隷制度廃止運動は、原則として奴隷制度の程度を制限したいというもの以上のことだった。北部人の大半は南部に奴隷制度があることを認識し、憲法が連邦政府にそこへ立ち入ることを許していないことも認識していた。また段階的な解放とその補償という政策に賛成していた。1849年以降、奴隷制度廃止運動家はこれを拒否し、即座にあらゆる場所で終わらせることを要求した。ジョン・ブラウンは実際に暴力的な反抗を計画した唯一の運動家だとされているが、デイビッド・ウォーカーがその考えを推進した。活動家の運動は解放されたアフリカ系アメリカ人の活動によって強化された。特に黒人教会は、古い聖書の奴隷制度に対する正当化は新約聖書と矛盾しているとした。アフリカ系アメリカ人の活動家とその書いたものは、黒人社会の外では耳を貸してはもらえなかったが、同情的な白人には大きな影響を与え、最も有名となった白人活動家であるガリソンは最も効果的な情報宣伝家でもあった。ガリソンは雄弁な広報担当者を探すように努め、その結果見出した元奴隷のフレデリック・ダグラスは結果的に自分自身の権利において卓越した活動家になった。ダグラスは自分で多くの出版部数を誇った奴隷制度廃止運動家の新聞「ノース・スター」を出版した。
1850年代早くに、アメリカの活動家の運動はアメリカ合衆国憲法の問題について2つの派に分かれた。この問題は1840年代遅くに、ライサンダー・スプーナーによる「奴隷制度の違憲性」の出版の後に提起された。ガリソンやウェンデル・フィリップスに指導されるいわゆるガリソニアンは、公衆の面前で憲法が奴隷制度を規定するものとしてその写しを焼き、その廃止と新しい憲法の制定を要求した。もう一派はライサンダー・スプーナー、ゲリット・スミスそれに最後はフレデリック・ダグラスに指導されて憲法は反奴隷制度の文書だと考えた。自然法に基礎を置く議論と社会契約論の形式を用いてこの派は、憲法の合法的権力の範囲の外に奴隷制度があり、それゆえに廃止されるべきものとした。
奴隷制度廃止運動はもう一つ、今度は社会階級で分裂した。ロバート・デイル・オーウェンとフランシス・ライトの職人共和主義は、実業家のアーサー・タッパンや福音伝道者の兄弟ルイス・タッパンのようなエリート活動家の政策とは際立った対照にあった。オーウェンとライトは「賃金生活者」と「家財奴隷」との連帯を基本に奴隷制度に反対していたのに対し、ホィッグ党のタッパン兄弟はこの見解を強く拒否し、いかなる意味においても北部の労働者を「奴隷」と性格付けすることに反対した。
多くのアメリカ人活動家は地下鉄道を支持することで奴隷制度に反対する行動的な役割を選んだ。これは合衆国議会により1850年の逃亡奴隷法によって違法とされた。それにもかかわらず、ハリエット・タブマン、ヘンリー・ハイランド・ガーネット、アレクサンダー・クラメル、エイモス・ノエ・フリーマンなどの参加者がその仕事を続けた。奴隷制度を打ち壊す戦いで2つの重要な出来事は、オバーリン・ウェリントン救助とジョン・ブラウンのハーパーズ・フェリー襲撃であった。
1863年1月1日の奴隷解放宣言後に、活動家は奴隷状態に残ったままの奴隷の自由と黒人の生活状態の改善を追求した。1865年のアメリカ合衆国憲法修正第十三条の成立が公式に奴隷制度を終わらせた。実際には1995年ミシシッピ州憲法での承認をもって、制度は完全に終わった。

## 日本
鎌倉時代の日本においても奴隷制を廃止(あるいは緩和)させようとする動きがあったことが『吾妻鏡』に記されている。

## 各国の奴隷制度が廃止された年代
各国の奴隷制度が廃止された年代を下記に記す。
- ポルトガル：1761年、ポルトガル本国とポルトガル領インドで廃止（アフリカの植民地は1836年）
- スウェーデン、フィンランドを含む：1335年廃止（「キリスト教徒の両親によって生まれた奴隷」（事実上、本土では全員）。サン・バルテルミー島植民地では1813年。国によって自由を買われた奴隷は1847年）
- イングランドおよびウェールズ：サマーセット事件の結果として1772年廃止。法的な拘束力は限られていた。
- スコットランド：ウェダーバーン事件の結果として1776年廃止[18]。
- バーモント州：アメリカ独立戦争中に造られたバーモント共和国が1777年7月8日に廃止。
- ハイチ：1781年8月に50万人近い奴隷が一斉に蜂起、1794年廃止。
- サヴォイア公国：1792年廃止、フランスの占領軍による[19]。
- アッパー・カナダ：1793年、反奴隷制度法で廃止（この法は奴隷を解放はせず、その時の奴隷の子が25歳になれば自由になるとした）。
- フランス（1回目）：1794年-1802年廃止。全ての植民地を含む（ただし、イギリスに占領されていた植民地では廃止されなかった）
- ローワー・カナダ：1803年廃止。首席判事であったウィリアム・オズグッドが奴隷制度はイギリスの法では成立しないと声明。これで多くの奴隷が解放されたが、イギリス帝国が廃止した1834年まで奴隷状態で残った者もいた）
- ナポリ王国：1806年廃止、フランスの占領軍による[19]。
- スペイン：1808年廃止、フランスの占領軍による[19]。
- チリ：1811年部分的廃止、1823年、奴隷状態で残っていた全部と「チリの国土で奴隷とされた者すべて」。
- アルゼンチン：1813年廃止
- グラン・コロンビア（エクアドル、コロンビア、パナマおよびベネズエラ）：ハイチのアレクサンドル・ペション大統領の意向を受けたシモン・ボリーバルのアンゴストゥーラ勅令により、ベネズエラでは1819年に最初の段階的奴隷制廃止（新たに生まれる奴隷の子の自由）が宣言され、コロンビアではククタにて1821年段階的廃止が決議された。しかし、完全廃止を求めたボリーバルの意向にも関わらず、大土地所有者や奴隷主の抵抗のため、最終的な奴隷制廃止はコロンビアは1853年、ベネズエラは1854年にまで遅れた。
- 中央アメリカ連邦共和国（今日のグアテマラ、エルサルバドル、ホンジュラス、ニカラグアおよびコスタリカ）：1824年廃止
- メキシコ：1829年廃止。しかし、アングロ・サクソンが独立を宣言したテキサスでは、テキサス共和国の独立後の1836年に奴隷制が復活。
- イギリス帝国：1833年廃止、全ての植民地を含む（1834年8月1日から有効。東インドでは1838年8月1日。奴隷制度はイングランドで1772年に違法とされた。1807年奴隷貿易が廃止され帝国海軍はそれを監視する任務を負った。これはイギリス人が当事者でなくでも同じだった。
- モーリシャス：1835年2月1日、イギリス政府による。この日は祝日となっている。
- プロイセン王国：1805年から1811年にほぼ廃止、1848年に全廃[19]
- オーストリア：1848年廃止[19]
- デンマーク：1848年廃止、全ての植民地を含む
- フランス（2回目）：1848年廃止、全ての植民地を含む
- ペルー：1851年廃止
- ハンガリー：1853年廃止[19]
- モルダビア：1855年廃止
- ワラキア: 1856年廃止
- ロシア：1861年農奴解放[19]、アレクサンドル2世の時2千万人を解放。
- オランダ：1863年廃止、全ての植民地を含む。しかし1940年までアフリカからの年季奉公は存続。
- ルーマニア：1864年廃止[19]
- アメリカ合衆国：1865年廃止、南北戦争後（1777年から1864年の間に廃止した州もある）
- プエルトリコ：1873年廃止、およびキューバ：1880年廃止（どちらも当時はスペイン領）
- オスマン帝国：1876年廃止。1908年まで女性の奴隷が売買された[20]。
- 日本：当時の日本に奴隷階級は存在しないという認識であったが、1872年のマリア・ルス号事件の裁判中に、奴隷船の船長側から遊郭の女性は契約奴隷であると主張され、この契約を廃止。このとき発令された芸娼妓解放令の布告にて「娼妓芸妓ハ人身ノ権利ヲ失フ者ニテ牛馬ニ異ナラス」とした。このため「牛馬切りほどき令」とも。
- ブラジル：1888年廃止。アメリカ大陸では最後[21]。「黄金法」に基づき摂政皇女イザベルがブラジル帝国内に存在するすべての形態の奴隷制度を廃止。（奴隷貿易は1850年廃止）
- 李氏朝鮮：1894年廃止（世襲奴隷は1886年に終了）
- マダガスカル：1896年廃止
- ザンジバル：1897年廃止（奴隷貿易は1873年廃止）
- 中国：1910年廃止
- ネパール：1921年廃止 実際には現在も世襲的な債務奴隷が存在する
- スーダン：公式には1924年廃止、実際には今日も継続[22]
- イラン：1928年廃止
- ミャンマー：1929年廃止
- モロッコ：1930年代に奴隷制度を禁止[23]
- エチオピア：1936年廃止、イタリアの占領軍による。第二次世界大戦中の1942年にエチオピアが独立を回復した後、皇帝ハイレ・セラシエは奴隷制度を復活させなかった。
- カタール：1952年廃止
- チベット：1959年廃止、中華人民共和国の命令による
- サウジアラビア：1962年廃止
- イエメン：1962年廃止
- アラブ首長国連邦：1963年廃止
- オマーン：1970年廃止
- モーリタニア：1980年7月（1905年にフランスにより公式に廃止。暗黙のうちに1961年の新憲法で、およびその年の10月に国際連合加入の時に表明、現実には存在。2007年8月に犯罪となった。
- ニジェール：2003年廃止。フランスの植民地時代に奴隷市場は閉鎖されたが、2003年に奴隷制度が違法となった[24]。

## 記念
奴隷制度廃止運動と奴隷制度の廃止は現代の世界中で様々な方法で記念されている。国際連合総会は2004年に奴隷制度に反対しその廃止のため戦いを記念する国際年を宣言した。この宣言は最初の黒人国家ハイチの誕生200周年を記念してもいた。多くの展示会、催しおよび研究プログラムが付け加えられた。

## 現在の奴隷制度廃止運動
奴隷制度は今日でも、一部の地域で公然、あるいは非公然に行われている。反奴隷制インタナショナル、アメリカン反奴隷制グループおよびフリー・ザ・スレイブズといった団体が奴隷制度を違法化、および廃止するための運動を続けている。

### イギリスおよび世界
- Thoughts on Slavery and Cheap Sugar, a Letter to The Members and Friends of The British And Foreign Anti-Slavery Society. - プロジェクト・グーテンベルク Ritchie, James Ewing. 1944
- Brown, Christopher Leslie. Moral Capital: Foundations of British Abolitionism (2006)
- Davis, David Brion, The Problem of Slavery in the Age of Revolution, 1770-1823 (1999); The Problem of Slavery in Western Culture (1988)
- Gould, Philip. Barbaric Traffic: Commerce and Antislavery in the Eighteenth-Century Atlantic World (Harvard: University Press, 2003)
- Hochschild, Adam. Bury the Chains, The British Struggle to Abolish Slavery (Basingstoke: Pan Macmillan, 2005)
- Hellie, Richard. Slavery in Russia: 1450-1725 (1982)
- Kolchin, Peter. Unfree Labor; American Slavery and Russian Serfdom (1987)
- Rodriguez, Junius P., ed. "Encyclopedia of Emancipation and Abolition in the Transatlantic World" (Armonk, NY: M.E. Sharpe, 2007)
- Thistlethwaite, Frank. Anglo-American Connection in the Early Nineteenth Century. 1971. ISBN 0-8462-1540-3
- Thomas, Hugh. The Slave Trade: The Story of the Atlantic Slave Trade: 1440 ? 1870 (London: Phoenix Press, 2006)

### アメリカ合衆国
- Abzug, Robert H. Cosmos Crumbling: American Reform and the Religious Imagination. Oxford, 1994. ISBN 0-19-503752-9.
- Bacon, Jacqueline. The Humblest May Stand Forth: Rhetoric, Empowerment, and Abolition. Univ of South Carolina Press, 2002. ISBN 1-57003-434-6.
- Barnes, Gilbert H. The Anti-Slavery Impulse 1830-1844. Reprint, 1964. ISBN 0-7812-5307-1.
- Berlin, Ira and Leslie Harris. Slavery in New York. New Press, 2005. ISBN 1-56584-997-3.
- Blue, Frederick J. No Taint of Compromise: Crusaders in Antislavery Politics. Louisiana State Univ Press, 2004. ISBN 0-8071-2976-3.
- Bordewich, Fergus M. Bound for Canaan: The Underground Railroad and the War for the Soul of America. HarperCollins, 2005. ISBN 0-06-052430-8.
- Davis, David Brion, Inhuman Bondage: The Rise and Fall of Slavery in the New World Oxford, 2006. ISBN 0-19-514073-7.
- Filler, Louis. The Crusade Against Slavery 1830-1860. 1960. ISBN 0-917256-29-8.
- David Nathaniel Gellman. Emancipating New York: The Politics of Slavery And Freedom, 1777-1827 Louisiana State Univ Press, 2006. ISBN 0-8071-3174-1.
- Griffin, Clifford S. Their Brothers' Keepers: Moral Stewardship in the United States 1800-1865. Rutgers Univ Press, 1967. ISBN 0-313-24059-0.
- Harrold, Stanley. The Abolitionists and the South, 1831-1861. Univ Press of Kentucky, 1995. ISBN 0-8131-0968-X.
- Harrold, Stanley. The American Abolitionists. Longman, 2000. ISBN 0-582-35738-1.
- Harrold, Stanley. The Rise of Aggressive Abolitionism: Addresses to the Slaves. Univ Press of Kentucky, 2004. ISBN 0-8131-2290-2.
- Horton, James Oliver. "Alexander Hamilton: Slavery and Race in a Revolutionary Generation" New-York Journal of American History 2004 65(3): 16-24. ISSN 1551-5486
- Huston, James L. "The Experiential Basis of the Northern Antislavery Impulse." Journal of Southern History 56:4 (November 1990): 609-640.
- Mayer, Henry All on Fire: William Lloyd Garrison and the Abolition of Slavery St. Martin's Press, 1998. ISBN 0-312-18740-8.
- McKivigan, John R. The War Against Proslavery Religion: Abolitionism and the Northern Churches, 1830-1865 Cornell Univ Press, 1984. ISBN 0-8014-1589-6.
- McPherson, James M. The Abolitionist Legacy: From Reconstruction to the NAACP Princeton Univ Press, 1975. ISBN 0-691-04637-9.
- Osofsky, Gilbert. "Abolitionists, Irish Immigrants, and the Dilemmas of Romantic Nationalism" American Historical Review 1975 80(4): 889-912. ISSN 0002-8762 in JSTOR
- Perry, Lewis and Michael Fellman, eds. Antislavery Reconsidered: New Perspectives on the Abolitionists. Louisiana State Univ Press, 1979. ISBN 0-8071-0889-8.
- Peterson, Merrill D. John Brown: The Legend Revisited. Univ Press of Virginia, 2002. ISBN 0-8139-2132-5.
- Pierson, Michael D. Free Hearts and Free Homes: Gender and American Antislavery Politics. Univ of North Carolina Press, 2003. ISBN 0-8078-2782-7.
- Schafer, Judith Kelleher. Becoming Free, Remaining Free: Manumission and Enslavement in New Orleans, 1846-1862. Louisiana State Univ Press, 2003. ISBN 0-8071-2862-7.
- Salerno, Beth A. Sister Societies: Women's Antislavery Organizations in Antebellum America. Northern Illinois Univ Press, 2005. ISBN 0-87580-338-5.
- Speicher, Anna M. The Religious World of Antislavery Women: Spirituality in the Lives of Five Abolitionist Lecturers. Syracuse Univ Press, 2000. ISBN 0-8156-2850-1.
- Stauffer, John. The Black Hearts of Men: Radical Abolitionists and the Transformation of Race. Harvard Univ Press, 2002. ISBN 0-674-00645-3.
- Vorenberg, Michael. Final Freedom: The Civil War, the Abolition of Slavery, and the Thirteenth Amendment. Cambridge Univ Press, 2001. ISBN 0-521-65267-7.
- Zilversmit, Arthur. The First Emancipation: The Abolition of Slavery in the North. University of Chicago Press, 1967. ISBN 0-226-98332-3.